# Ольмстед, Денисон
Денисон Ольмстед (Denison Olmsted) — американский астроном, профессор математики и физики в Нью-Гевене. Много занимался наблюдениями и теорией падающих звёзд. Главные сочинения: «An introduction to astronomy» (Нью-Йорк, 1847) и «On the recent secular period of the aurora borealis» (Вашингтон, 1856).